# 郷村 (岡山県)
郷村（ごうそん）は、岡山県苫田郡にあった村。
現在の苫田郡鏡野町河本、下原、高山、薪森原、原に当たる。

## 沿革
- 1889年6月1日 - 町村制施行に伴い、西西条郡 河本村、下原村、高山村、薪森原村、原村が合併し、郷村となる。大字薪森原に役場を置く。
- 1900年4月1日 - 西西条郡が西北条郡、東南条郡、東北条郡と合併し、苫田郡となる。
- 1955年1月1日 - 苫田郡鏡野町に編入される。

## 地名の読み方
- 河本（こうもと）
- 下原（しもばら）
- 高山（たかやま）
- 薪森原（たきぎもりばら）
- 原（はら）

## 郵便番号（現在）
- 708-0341 苫田郡鏡野町下原
- 708-0342 苫田郡鏡野町薪森原
- 708-0343 苫田郡鏡野町河本
- 708-0344 苫田郡鏡野町原
- 708-0345 苫田郡鏡野町高山